# Albert Bannwarth
Albert Bannwarth (* 26. November 1872 in Arnsberg; † 2. April 1947; vollständiger Name: Albert Lothar Joachim Bannwarth) war ein deutscher Ingenieur und Manager, der als Generaldirektor der Hamburgische Electricitäts-Werke AG (HEW) Bedeutung erlangte.

## Leben
Bannwarth stammte aus der seit über 300 Jahren in Sigmaringen sesshaften Familie Bannwarth. Nach der Volksschule und dem Abitur am Gymnasium in Sigmaringen studierte er an der Technischen Hochschule Stuttgart und an der Technischen Hochschule Hannover. Danach arbeitete er ab 1896 als Ingenieur bei der Allgemeinen Elektrizitäts-Gesellschaft (AEG) in Berlin und wechselte 1897 zu Siemens & Halske. Bei letztgenanntem Unternehmen wurde er 1898 Bürovorsteher in der Niederlassung Dresden und 1902 Oberingenieur in der Niederlassung Köln. 1905 wechselte er nach Hamburg. Später wurde er dort Direktor bei der 1903 gegründeten Hanseatische Siemens-Schuckertwerke GmbH.

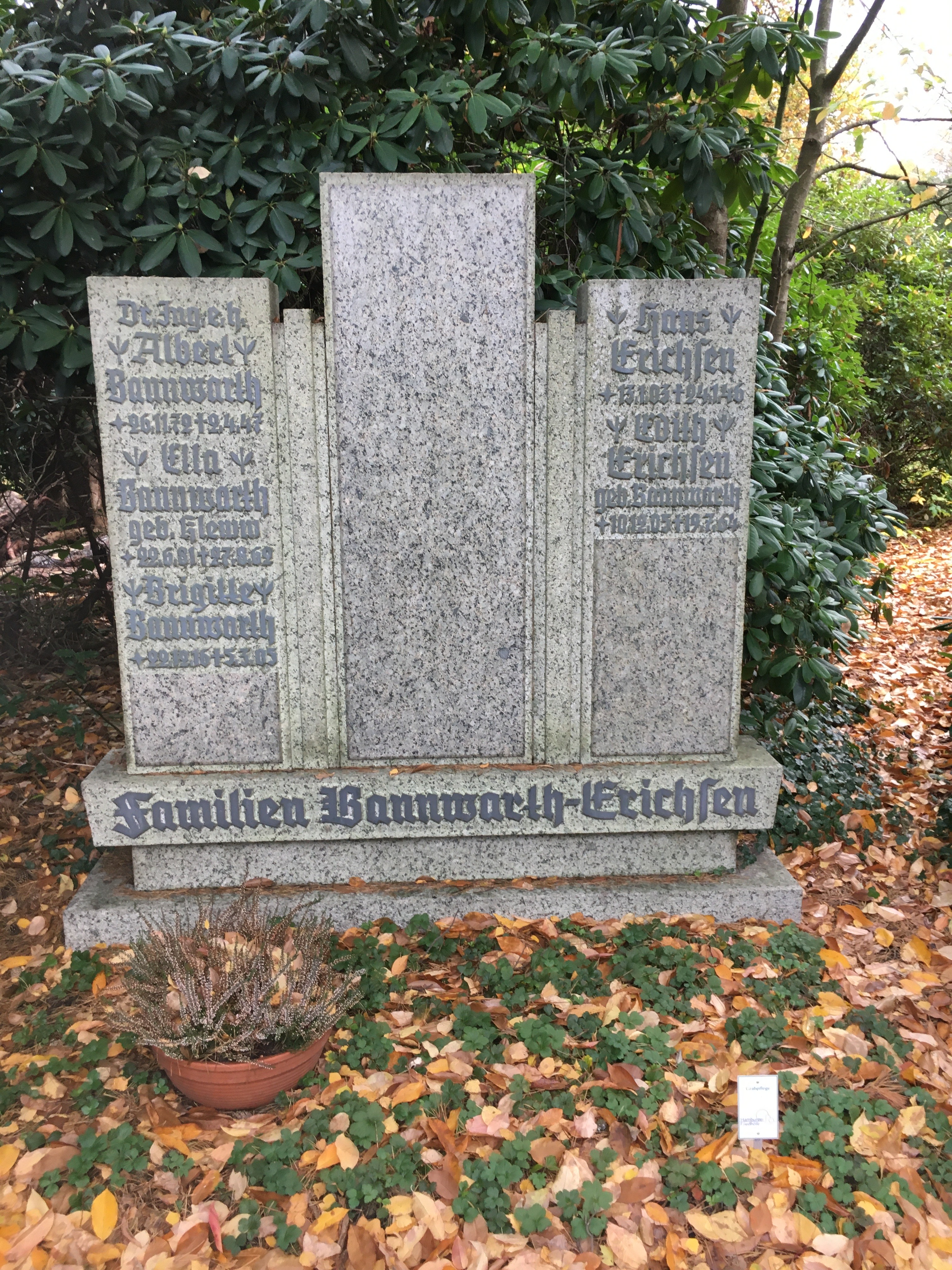
Grabstätte auf dem Friedhof Ohlsdorf

Im Dezember 1912 erfolgte seine Berufung zum Direktor der Hamburgische Electricitäts-Werke AG (HEW). Von 1928 bis 1930 war er Vorstandsmitglied im Verein Deutscher Ingenieure (VDI). 1933 war er Mitglied des Aufsichtsrats der Commerz- und Privatbank (Hamburg / Berlin). Nach der „Machtergreifung“ der Nationalsozialisten verließ Albert Bannwarth den Vorstand der HEW und trat in den Ruhestand.
Im Winter 1942/1943 verfasste Albert Bannwarth seine Lebenserinnerungen, die sich heute im Nachlass Franz Keller im Stadtarchiv Sigmaringen befinden, dieser ist im Landesarchiv Baden-Württemberg, Abteilung Staatsarchiv Sigmaringen deponiert. Unmittelbar nach Ende des Zweiten Weltkriegs wurde Albert Bannwarth wieder Generaldirektor der HEW und blieb bis zu seinem Tod 1947 in diesem Amt.
Anlässlich des Rathausneubaus in Sigmaringen stiftete Bannwarth der Stadt ein Goldenes Buch. Er war verheiratet und hatte drei Kinder. Seine letzte Ruhestätte fand Bannwarth auf dem Friedhof Ohlsdorf im Planquadrat J 5 südlich des Haupteingangs.

## Ehrungen
- 5. Februar 1924: Ehrendoktorwürde der Technischen Hochschule Hannover (als Dr.-Ing. E. h.), zeitgleich Ernennung zum Ehrenbürger der Hochschule
- 1962 wurde in Hamburg-Bramfeld die Bannwarthstraße nach ihm benannt.

## Schriften (Auswahl)
- Lebenserinnerungen. Hamburg 1947.